# Thế kỷ 12
Thế kỷ 12 là khoảng thời gian tính từ thời điểm năm 1101 đến hết năm 1200, nghĩa là bằng 100 năm, trong lịch Gregory.